# Le Quiou
Le Quiou (bretonisch Ar C’haeoù) ist eine französische Gemeinde mit 355 Einwohnern (Stand 1. Januar 2022) im Département Côtes-d’Armor in der Region Bretagne. Sie gehört zum Arrondissement Dinan und zum Kanton Lanvallay. Die Bewohner nennen sich Quiousiens/Quiousiennes.

## Geografie
Le Quiou liegt etwa 33 Kilometer südlich von Saint-Malo und rund 36 Kilometer nordwestlich von Rennes im Osten des Départements Côtes-d’Armor am Fluss Rance, dessen Zufluss Hac an der westlichen Gemeindegrenze verläuft.

## Geschichte
Funde aus der Bronzezeit und der gallo-römischen Zeit belegen eine frühe Besiedlung. Eine erste namentliche Erwähnung von Le Quiou als S. Marie de Caihou fand sich um 1140 in einer Urkunde der Priorei Saint-Malo in Dinan. Die Gemeinde gehörte von 1793 bis 1801 zum District Dinan. Zudem war sie von 1793 bis 2015 Teil des Kantons Évran.

## Bevölkerungsentwicklung
| Jahr                       | 1962 | 1968 | 1975 | 1982 | 1990 | 1999 | 2006 | 2012 | 2019 |
| Einwohner                  | 326  | 331  | 319  | 313  | 286  | 305  | 321  | 338  | 333  |
| Quellen: Cassini und INSEE |      |      |      |      |      |      |      |      |      |

Die zunehmende Mechanisierung der Landwirtschaft und die hohe Anzahl Gefallener des Ersten Weltkriegs führten zu einem Absinken der Einwohnerzahlen bis auf die Tiefststände in neuerer Zeit.

## Sehenswürdigkeiten
- Schloss Château du Hac (14.–17. Jahrhundert), daneben Kreuz aus dem 15. Jahrhundert
- Kirche Notre-Dame/Saint-Lunaire (erbaut 1864/1865)
- Kapelle in Tréveleuc aus dem 16. Jahrhundert
- Wegkreuz aus dem Jahr 1771 in La Cour-Neuve
- Herrenhaus Manoir de la Ville-Gohen aus dem 18. Jahrhundert
- Brunnen Saint-Lunaire aus dem Jahr 1938 in La Saudrais-du-Quiou
- Kalkofen aus dem Jahr 1892
- Denkmal für die Gefallenen[1]

Quelle:

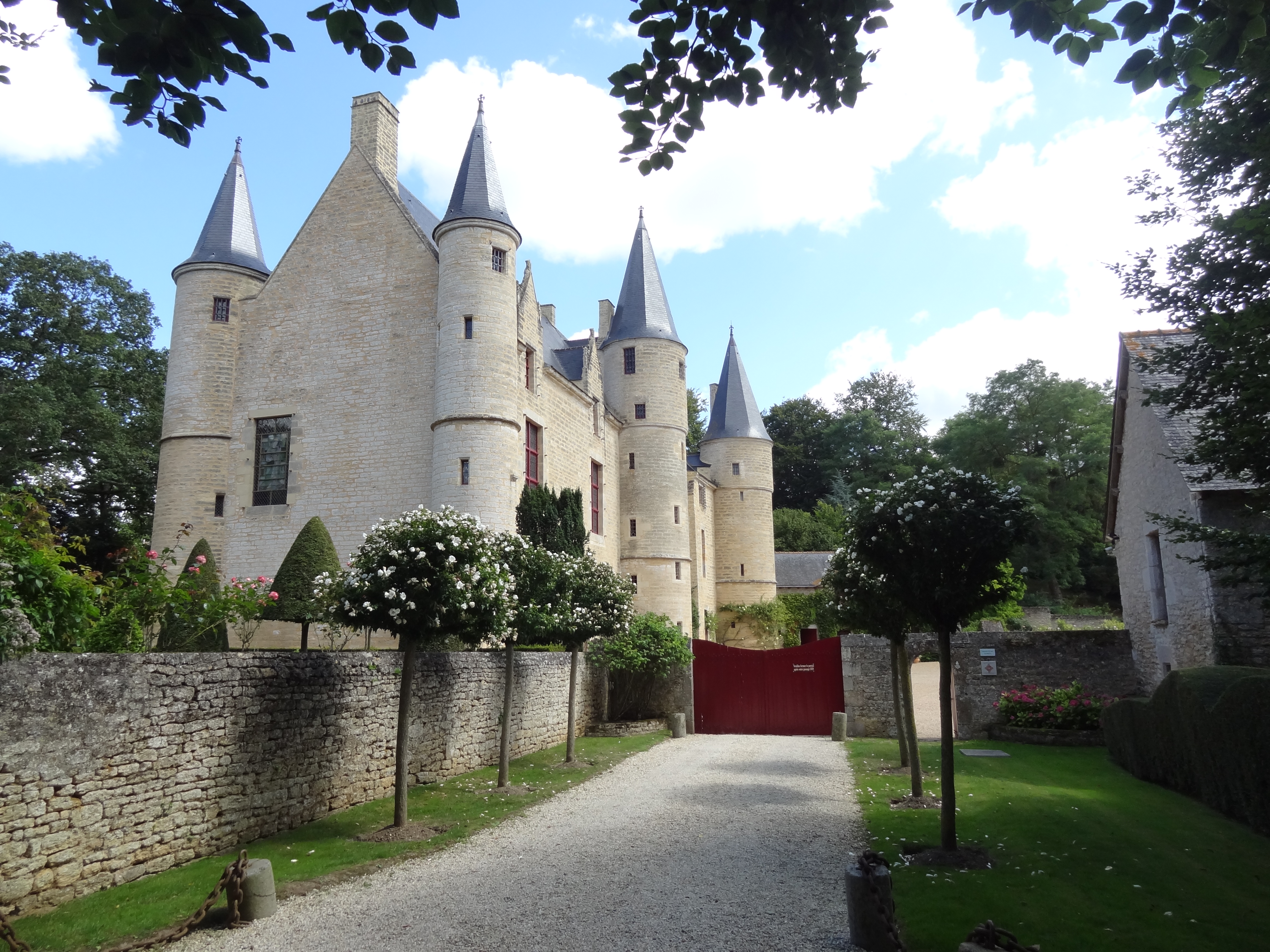
Schloss Château du Hac
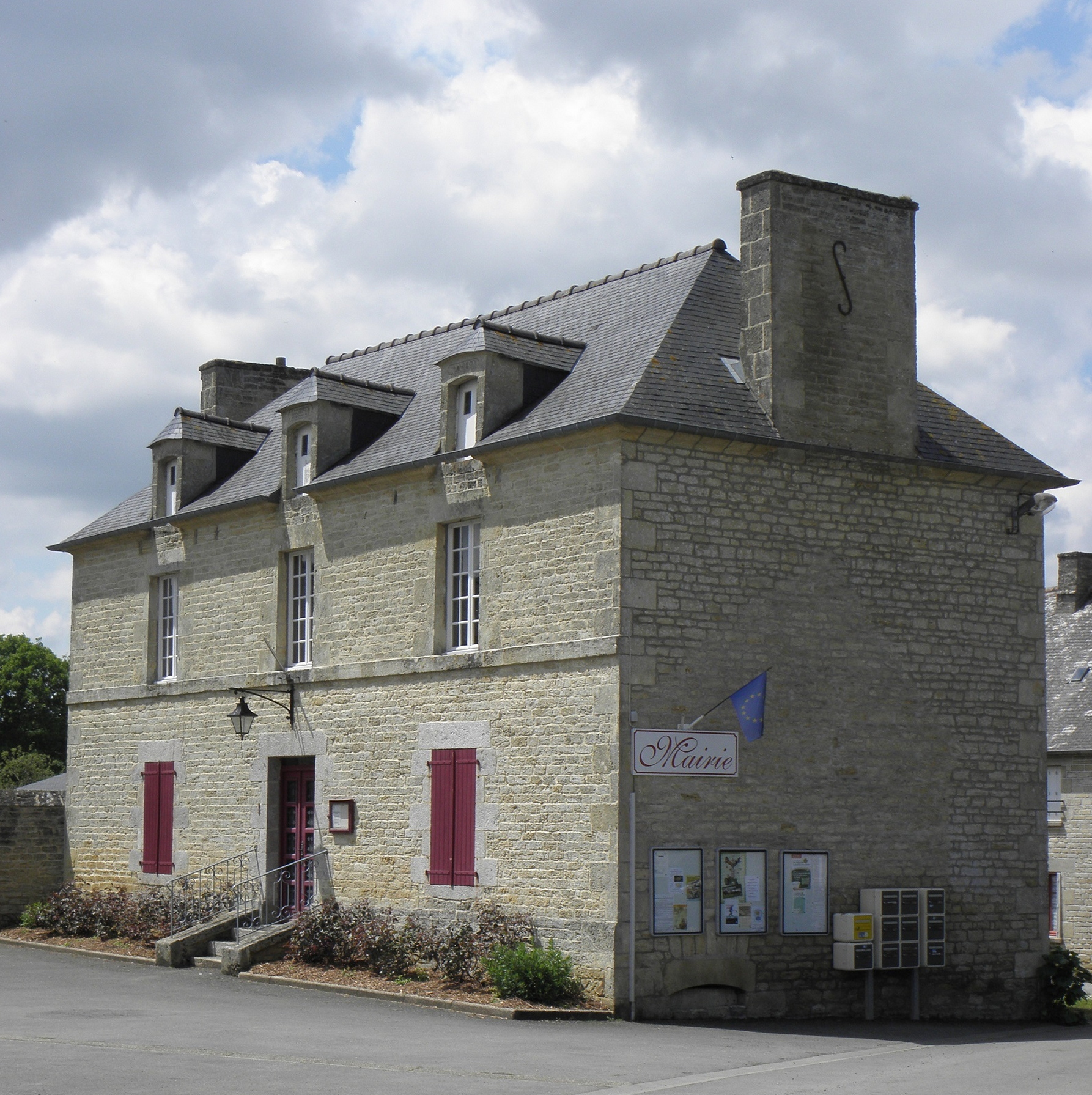
Rathaus (Mairie) von Le Quiou
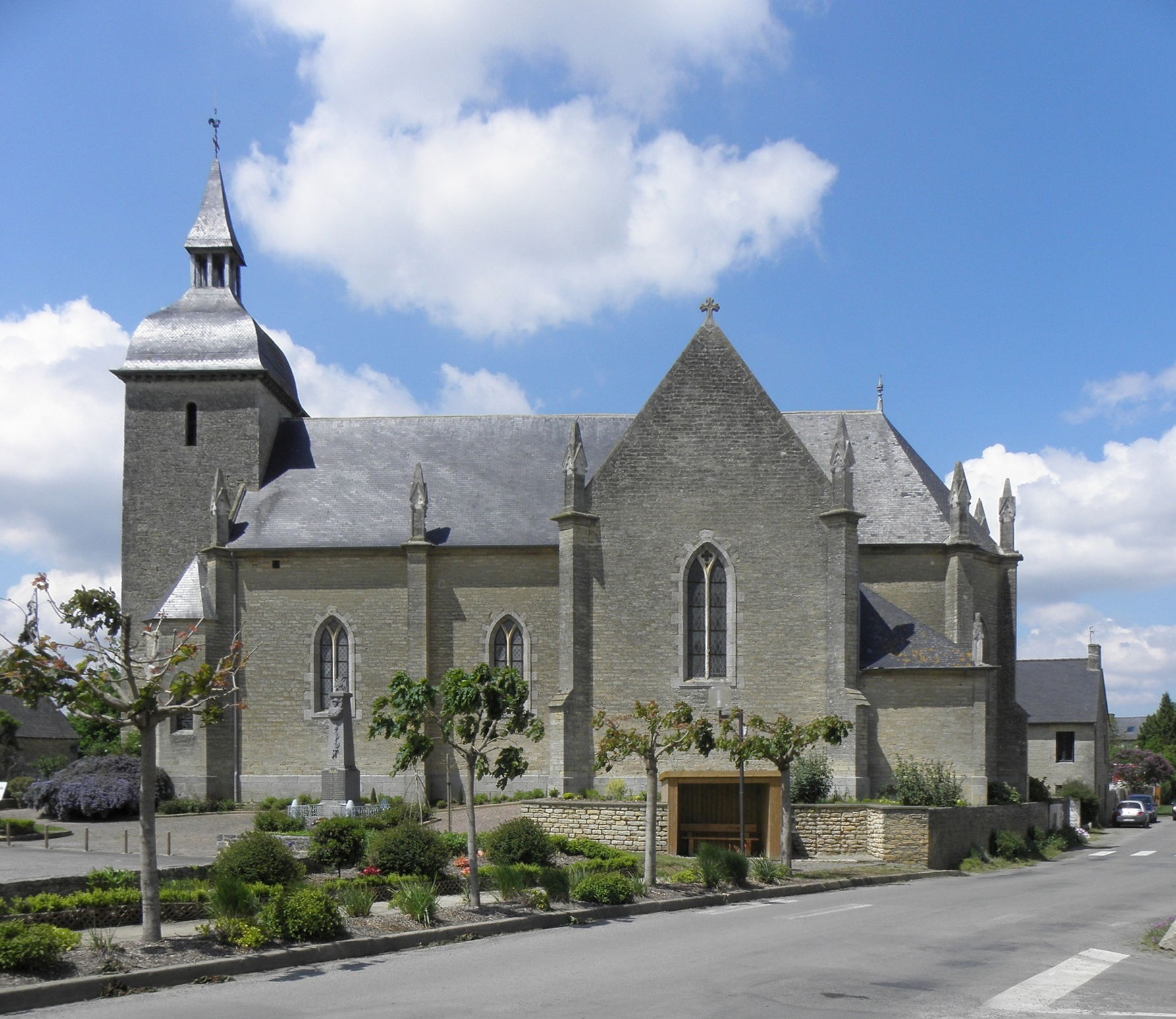
Kirche Notre-Dame/Saint-Lunaire
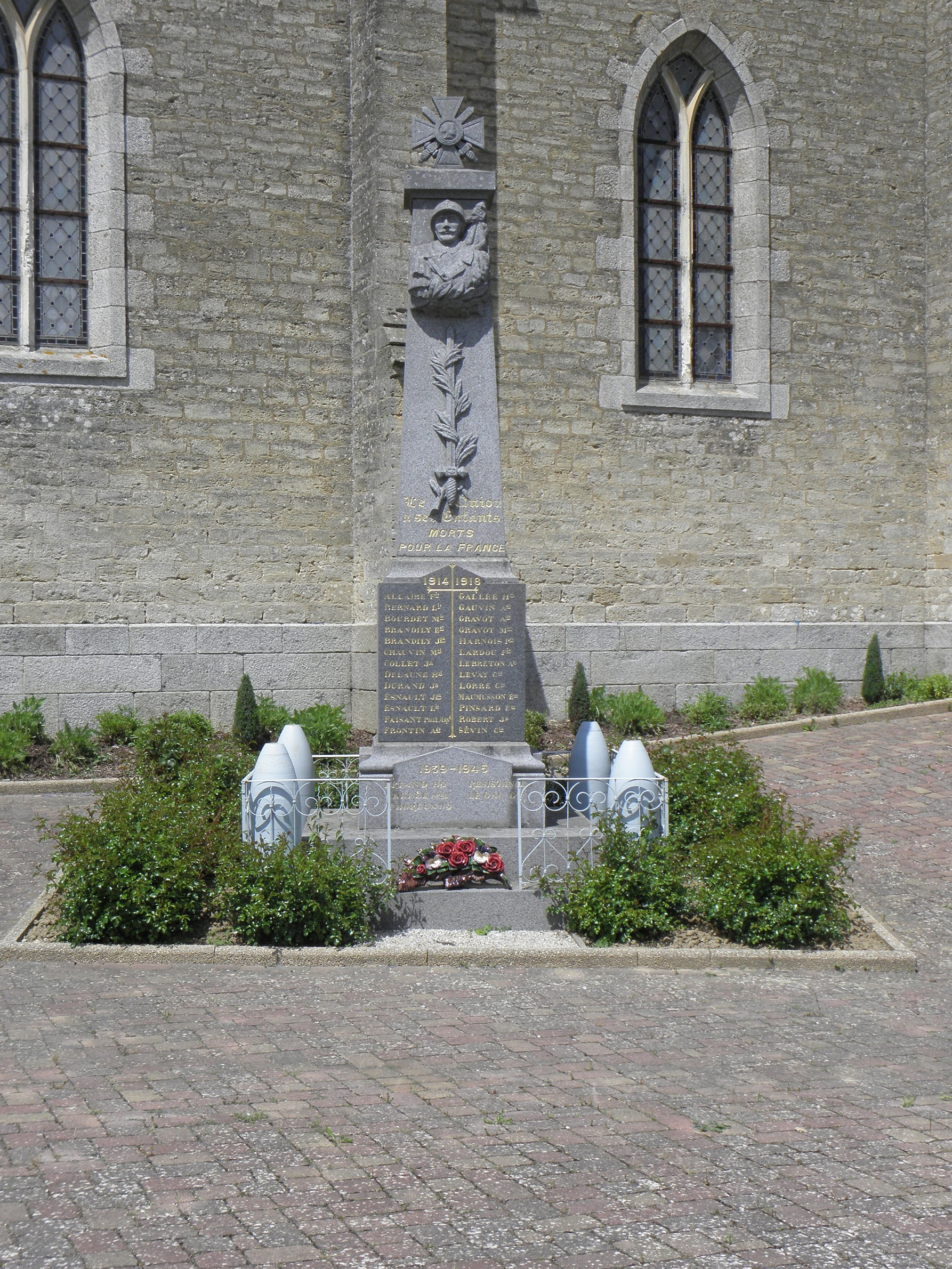
Denkmal für die Gefallenen
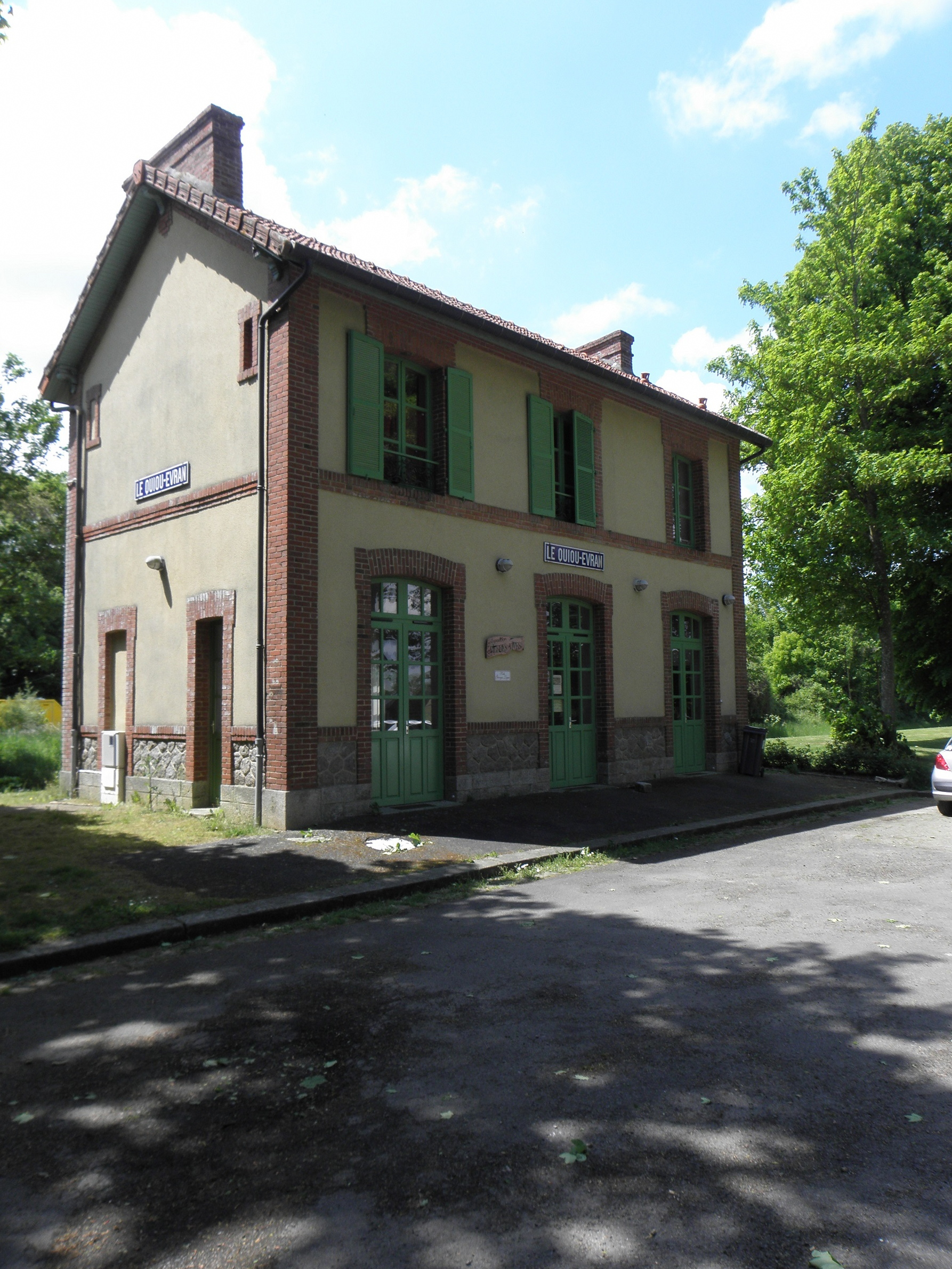
Ehemaliger Bahnhof von Le Quiou